# Ladoňka příjemná
Ladoňka příjemná neboli ladoňka půvabná (Scilla amoena) je druh jednoděložné rostliny z čeledi chřestovité (Asparagaceae). V minulosti byl řazen do čeledi hyacintovité (Hyacinthaceae), případně do čeledi liliovité v širším pojetí (Liliaceae s.l.).

## Popis
Jedná se o asi 10–20 cm vysokou vytrvalou rostlinu s vejčitou podzemní cibulí. Listy jsou jen v přízemní růžici, přisedlé, nejčastěji 4–5 z jedné cibule. Čepele jsou široce čárkovité. Z jedné cibule vyráží většinou několik stvolů. Květy jsou v máločetných květenstvích (jen vzácně jednotlivé), kterým je hrozen, na jednom stvolu bývá často 4–6 květů. Květní stopky jsou přímo odtálé, nejčastěji 10–15 mm dlouhé. Okvětí je hvězdovitě rozestálé, okvětních lístků je 6, jsou volné, asi 9–12 mm dlouhé. Jsou většinou sytě modré barvy. Tyčinek je 6. Gyneceum je srostlé ze 3 plodolistů. Plodem je tobolka, masíčko u semen chybí.

## Rozšíření ve světě
Ladoňka příjemná je známa hlavně z kultury, původ není zcela jasný, snad pochází z Turecka.

## Rozšíření v Česku
V ČR je to nepůvodní druh, vzácně se pěstuje jako okrasná rostlina a občas zplaňuje. Kvete brzy na jaře, nejčastěji v dubnu.